# اچ‌ام‌اس مدوسا (۱۸۰۱)
اچ‌ام‌اس مدوسا (۱۸۰۱) (به انگلیسی: HMS Medusa (1801)) یک کشتی بود که طول آن ۱۴۴ فوت (۴۴ متر) (gun deck) بود. این کشتی در سال ۱۸۰۱ ساخته شد.